# Giuseppe Caprio
Giuseppe Caprio (ur. 15 listopada 1914 w Lapio, zm. 15 października 2005 w Rzymie) – włoski duchowny rzymskokatolicki, dyplomata watykański, wysoki urzędnik Kurii Rzymskiej, przewodniczący Prefektury Ekonomicznych Spraw Stolicy Apostolskiej w latach 1981–1990, wielki mistrz Zakonu Rycerskiego Grobu Bożego w Jerozolimie w latach 1988–1995, kardynał.

## Życiorys
Studiował w seminarium w Benewencie, przyjął święcenia kapłańskie 17 grudnia 1938 w Rzymie; kontynuował w Rzymie studia – na Papieskim Uniwersytecie Gregoriańskim i Papieskiej Akademii Duchownej (szkole dyplomacji Stolicy Apostolskiej). Od 1940 pracował w dyplomacji watykańskiej, początkowo jako członek rzymskiego personelu Sekretariatu Stanu. W latach 1947–1951 był sekretarzem nuncjatury w Chinach, został wydalony przez władze komunistyczne po 3-miesięcznym internowaniu. Pracował następnie jako audytor nuncjatury w Belgii, powrócił do Azji w 1954 i został tymczasowym szefem delegatury apostolskiej w Wietnamie Południowym. W listopadzie 1955 otrzymał tytuł papieskiego prałata domowego.
20 maja 1959 mianowany internuncjuszem przy chińskim rządzie na Tajwanie; w październiku 1961 został arcybiskupem tytularnym Apollonia, sakry udzielił mu 14 grudnia 1961 w Benewencie kardynał Grégoire-Pierre XV Agagianian, prefekt Kongregacji Rozkrzewiania Wiary. Arcybiskup Caprio uczestniczył w pracach Soboru Watykańskiego II (1962-1965), a w sierpniu 1967 przeszedł na stanowisko pronuncjusza w Indiach. Przewodniczył delegacji Watykanu na II Konferencji Narodów Zjednoczonych ds. Handlu i Rozwoju w Nowym Delhi (1968). Od kwietnia 1969 pracował w Kurii Rzymskiej, został sekretarzem Administracji Patrymonium Stolicy Apostolskiej; od czerwca 1977 substytut w Sekretariacie Stanu. Po wyborze Karola Wojtyły na papieża, to on pomagał mu oswoić się z urzędem papieskim oraz to właśnie on asystował mu podczas słynnych odwiedzin w klinice Gemelli, Andrzeja Marii Deskura dzień po konklawe.
W kwietniu 1979 został mianowany proprezydentem Administracji Dóbr Stolicy Apostolskiej, a w czerwcu t.r. Jan Paweł II wyniósł go na swoim pierwszym konsystorzu do godności kardynalskiej, nadając diakonię S. Maria Ausiliatrice in Via Tuscolana. Po nominacji kardynalskiej Caprio został pełnoprawnym prezydentem Administracji Patrymonium; w styczniu 1981 przeszedł na stanowisko prezydenta Prefektury Spraw Ekonomicznych Stolicy Świętej. Brał udział w wielu sesjach Światowego Synodu Biskupów w Watykanie.
Od czerwca 1987 przysługiwała mu godność kardynała protodiakona, w listopadzie 1990 został promowany do rangi kardynała prezbitera; otrzymał tytuł prezbiterski S. Mariae de Victoria. Po osiągnięciu wieku emerytalnego (75 lat) zrezygnował z funkcji prezydenta Prefektury Spraw Ekonomicznych. Od listopada 1988 do grudnia 1995 był Wielkim Mistrzem Zakonu Rycerskiego Grobu Pańskiego w Jerozolimie. Reprezentował Jana Pawła II w charakterze specjalnego wysłannika na pogrzebie księcia Liechtensteinu Franciszka Józefa II (1989) i na intronizacji cesarza Japonii Akihito (listopad 1990).
Po ukończeniu 80. roku życia (listopad 1994) utracił prawo udziału w konklawe.